# Jiménez (canton)
Pour les articles homonymes, voir Jiménez.
Jiménez est un canton (deuxième échelon administratif) costaricien de la province de Cartago au Costa Rica.

## Géographie

### Districts
- Juan Viñas (en)
- Tucurrique (en)
- Pejibaye (en)
- La Victoria (es)